# 叶举

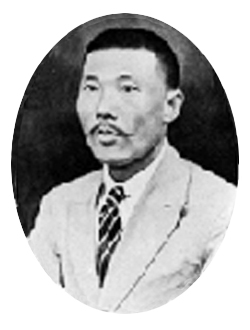

叶举（1881年—1934年），字若卿，广东惠阳县人。清朝及中华民国军事将领。為陳炯明的主力部下之一。

## 生平
叶举在1904年考入广东将弁学堂，為該軍校第一期畢業生。
畢業後，在宣统元年（1909年）出任广东黄埔陆军学堂及法政学堂教习、学兵营督队官。宣统三年（1911年）参加创建广东北伐军，任广东陆军第三混成协参谋长。民国元年（1912年）2月任廣東陸軍第2師第1旅旅长，兼广东全省总绥靖处参议，同年9月任高阳绥靖处督办。民国2年（1913年）二次革命時，其立場為擁護袁世凱的北京政府，並響應袁的部下龍濟光進駐廣東。由於和北京政府的合作，葉舉升遷為廣東陸軍第2師代師長。不久後葉舉受陳炯明所招攬，但因二次革命兵敗與陳炯明一同逃往香港。

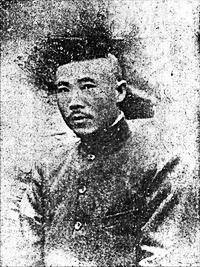

民國四年底，袁世凱稱帝，葉舉在香港與陳炯明合作募款進行廣東的反袁運動。葉舉在民國五年初（1916年）返回廣東追隨陳炯明反袁，出任两广护国军第五师师长，两广都司令部参谋长。該年護國軍擊敗龍濟光，但廣東省的掌權者則落入舊桂系之手。至民國六年（1917）護法運動發動後，陳炯明再度返回廣東協助孫中山，並從孫中山支持者朱慶瀾接掌廣東警備軍，並更名為「援閩粵軍」，作為資深部屬的葉舉擔任援闽粤军总司令部参谋处长。
民国9年（1920年）夏，叶举在第一次粵桂戰爭中被任命為中路總指揮，率領援閩粵軍第二軍擊敗舊桂系，並升任援閩粵軍第二軍代理軍長。同年秋，任肇庆善后处处长。
民国10年（1921年），第二次粵桂戰爭爆發。叶举率部进入广西，任粤军前敌总指挥兼粤桂边防督办。民国11年（1922年）任粤军总指挥，同年4月孫中山在北伐問題上與陳炯明發生衝突，導致孫中山下令解任陳炯明廣東省省長、粵軍總司令、內務部總長等職務。對孫陳政爭的事務上，葉舉立場傾向支持陳炯明，並在在5月20日將率領其指揮之粵軍部隊自廣西回師廣東，除了迎奉陳炯明復職，也是對孫中山表態不信任，此舉措引起孫中山的不滿，下令其部隊限期離開廣東，否則遂行鎮壓。葉舉得知孫中山的命令後決定採用武力手段將孫趕出廣州，衝突最終演變成反孫文的六一六事变。葉舉部隊在此日砲擊廣州觀音山總統府，並殺傷了總統府守軍。
同年9月，陳炯明復職，葉舉任粤军总司令部参谋长，孫中山隨後號召「討賊軍」討伐陳炯明。民国12年（1923年）4月，叶举随陈炯明退守惠州，任各路总指挥，並藉由其軍校恩師周善培的關係與當時主政的直系軍閥吳佩孚聯繫，并且获北京政府将军府授“惠威将军”，任广东军务督办。民国13年（1924年）5月，北京政府再任命叶举为广东省省长。
民国14年（1925年）初，叶举率領的救粵軍東路軍在第一次國民革命軍東征時遭到重創，後退入福建省南部遭到繳械，葉舉本人則遁逃香港。陳炯明所指揮的救粵軍遭到國民革命軍消滅後，葉舉曾一度北上天津加入北京政府，但隨著北京政府在後續遭南京國民政府給合併後，葉舉退出中國政軍界，長住香港，並與同樣流落香港的陳炯明仍維持密切往來。民国二十三年（1934年），叶举在香港病逝，享年53歲。